# Kristine Lilly
Kristine Lilly (ur. 22 lipca 1971 w Nowym Jorku) – amerykańska piłkarka, grająca na pozycji napastnika.
Jest rekordzistką pod względem występów w drużynie narodowej. Łącznie (w latach 1987-2010) wystąpiła w 352 spotkaniach reprezentacji Stanów Zjednoczonych kobiet i zdobyła dla niej 130 bramek.